# Cosmisomopsis viridis
Cosmisomopsis viridis är en skalbaggsart som beskrevs av Dmytro Zajciw 1960. Cosmisomopsis viridis ingår i släktet Cosmisomopsis och familjen långhorningar. Inga underarter finns listade i Catalogue of Life.